# Геласий Гелиопольский

Гела́сий Гелиопо́льский (Геласий Мим, греч. Γελάσιος ο Μίμος, Гела́сий Комедиа́нт; до IX века был известен как Геласи́н, греч. Γελασῖνος) — раннехристианский мученик, пострадавший в городе Гелиополь (современный Баальбек, Ливан). День памяти — 27 февраля.
Согласно самым ранним сведениям о мученике, которые находятся в Хронике Иоанна Малалы (VI век), Геласий, названный здесь и в других памятниках до IX века Геласином, пострадал в правление императоров Максимина Дазы (305—313) и Лициния (308—324). Согласно Хронике, Геласин был вторым мимом, то есть актёром, исполнявшим вторые роли, как правило шутовские, в небольших театральных представлениях пародийного характера.
Согласно его житию, в ту пору, когда начались гонения на христиан, он вознамерился изобразить христиан с насмешкой. Надев белые одежды, он вошёл в купель и начал действовать так, как если бы он принимал крещение. Идолопоклонники начали смеяться. После возлияния воды и слов: «Крещается раб Божий Геласий во имя Отца, и Сына, и Святого Духа, аминь» он стал серьёзным. «Теперь я христианин!» — сказал он. Он почувствовал, что благодать Божия посетила его в тот момент. Его сердце обрело невинность и стало готовым к приятию благодати Духа Святого. Зрители увидели, что он вдруг стал серьёзным и признался в своей вере во Иисуса Христа, они были удивлены. Но вскоре их охватила злость, так как осознали, что насмешка над христианами стала насмешкой над ними самими. Возмущение было столь велико, что его тотчас усекли мечом.
Так Геласий стал святым мучеником Христовой Церкви.